# Joseph Bender
Joseph Bender (ur. 31 lipca 1815 w Meschede w Westfalii, zm. 8 grudnia 1893 w Braniewie w Prusach Wschodnich) – historyk Warmii, wieloletni wykładowca w gimnazjum i Liceum Hosianum w Braniewie.

## Życiorys
Jego ojciec, również Joseph Bender (1778–1831), był urzędnikiem (inspektorem) sądowym w Meschede. Gdy ojciec przedwcześnie zmarł, Joseph był wychowywany przez matkę Elisabeth Seiffenschmidt (1783–1859). Joseph Bender uczęszczał najpierw do szkoły w rodzinnym mieście, a następnie od 1829 do Gymnasium Petrinum Brilon. W latach 1832–1836 uczył się w gimnazjum w Arnsbergu. Po zdanej maturze w 1836 od 30 października tegoż roku przez cztery lata studiował na Uniwersytecie w Bonn historię i filologię. Wysoko sobie cenił we wspomnieniach z tego okresu wykłady Augusta Schlegla. W 1840 roku obronił doktorat na podstawie rozprawy filologiczno-filozoficznej oraz zdał egzamin nauczycielski (Oberlehrerprüfung). Najpierw przez krótki okres pracował jako nauczyciel w gimnazjum Laurentianum w Arnsbergu i Paderborn, od 1843 w gimnazjum w Chojnicach w Prusach Zachodnich, a od 28 października 1846 w gimnazjum w Braniewie w Prusach Wschodnich. W 1851 otrzymał stanowisko Oberlehrera. W 1848 w czasie Wiosny Ludów stał na czele straży obywatelskiej w mieście (Bürgerwehr) złożonej z uczniów dwóch najstarszych klas gimnazjum. Po siedemnastu latach pracy przeszedł od 1 października 1863 do Liceum Hosianum również w Braniewie. Tam jako następca Johanna Wattericha (1826–1904) został mianowany profesorem zwyczajnym historii. 23 stycznia 1865 uzyskał habilitację na podstawie rozprawy De Veterum Prutenorum Diis: Dissertatio Historica Critica. W okresie od 1 października 1862 do 15 października 1865 sprawował urząd rektora liceum, na drugą 3-letnią kadencję został wybrany w latach 1878–1881. W pierwszy dzień Bożego Narodzenia 1881 spłonął dom, w którym mieszkała rodzina Benderów. W pożarze zostało bezpowrotnie utraconych wiele książek, materiałów, manuskryptów oraz zbiór antyków Bendera. Nie przeszkodziło mu to jednak nadal publikować prac na temat historii Prus, w szczególności historii Warmii.
W 1856 wraz z braniewskimi uczonymi i przedstawicielami duchowieństwa – Antonem Eichhornem, Antonem Pohlmannem, Carlem Peterem Woelkym, Andreasem Thielem, Franzem Beckmannem i Johannem Saage – był jednym z członków założycieli Warmińskiego Towarzystwa Historycznego (Historischer Verein für Ermland). Po mianowaniu księdza Thiela biskupem warmińskim w 1886 roku został prezesem stowarzyszenia. W 1890 roku obchodził jubileusz 50-lecia uzyskania stopnia doktora. Uniwersytet w Bonn przysłał mu dyplom odnowienia tytułu doktora. Wówczas też otrzymał nadawaną przez króla Prus godność tajnego radcy (geheimer Regierungsrat).
Był żonaty z Faustiną von Żelewską, miał czworo dzieci (trzech synów i jedną córkę).

## Dzieła (wybór)
- Morum doctrinae apud Hesiodum initia (dysertacja). Bonn 1840 (books.google.de).
- Geschichte der Stadt Warstein. Werl 1844 (online).
- Die deutschen Ortsnamen, in geographischer, historischer, besonders in sprachlicher Hinsicht, mit steter Berücksichtigung der fremden Ortsbenennungen. Siegen 1846 (books.google.de).
- Geschichte der Stadt Rüden. Eine Darstellung ihrer Einrichtungen, ihrer Gemeinschaftsverhältnisse mit ihren Landgemeinden, und ihrer Schicksale. Nebst einer Geschichte ihrer Rittergeschlechter. Werl 1848 (books.google.de).
- Über Ursprung und Heimat der Franken. Braunsberg 1857 (books.google.de).
- Über die vorgeschichtliche Zeit und den Namen Ermlands. In: Zeitschrift für die Geschichte und Altertumskunde Ermlands. Band 1, Jahrgang 1858–1860, Mainz 1860, str. 15–39 (books.google.de) i str. 397–399 (books.google.de).
- Über den Namen Preußen. In: Zeitschrift für die Geschichte und Altertumskunde Ermlands. Band 1, Jahrgang 1858–1860, Mainz 1860, S. 384–397 (books.google.de).
- Zur preußischen Brakteatenkunde. In: Zeitschrift für die Geschichte und Altertumskunde Ermlands. Band 1, Jahrgang 1858–1860, Mainz 1860, str. 601–627 (books.google.de).
- Begrenzung, Einteilung und Kirchen der ehemaligen Diözese Pomesanien. In: Zeitschrift für die Geschichte und Altertumskunde Ermlands, Band 2, Jahrgang 1861–1863, Mainz 1863, str. 178–191 (books.google.de).
- Über Zantir. In: Zeitschrift für die Geschichte und Altertumskunde Ermlands. Band 2, Jahrgang 1861–1863, Mainz 1863, str. 192–226 (books.google.de).
- Die altpreußischen Landschaften innerhalb der ermländischen Diözese. In: Zeitschrift für die Geschichte und Altertumskunde Ermlands, Band 2, Jahrgang 1861–1863, Mainz 1863, str. 359–386 (books.google.de).
- Zur altpreußischen Mythologie und Sittengeschichte. In: Altpreußische Monatsschrift, Band 2, Königsberg 1865, str. 577–603 (books.google.de) i str. 694–717 (books.google.de).
- Ein Münzfund in Braunsberg. In: Neue Preußische Provinzial-Blätter, Band 73, Königsberg 1870, str. 372–374 (books.google.de).
- Eine heidnische Begräbnisstätte auf der Willenberger Feldmark. In: Neue Preußische Provinzial-Blätter, Band 73, Königsberg 1870, str. 662–666 (books.google.de)
- Ermlands politische und nationale Stellung innerhalb Preußens an den Hauptmomenten seiner früheren Geschichte und Verfassung dargelegt, 1872.
- Beiträge zur Geschichte des preußischen Geld- und Münzwesens, 1878.
- Begründung und Erläuterung der Stammtafel der Grafen von Berg und Altena und des davon in weiblicher Linie abstammenden Hohenzollern'schen Königs- und Kaiserhauses. Zugleich mit d. Nachw. über die Descendenz u. Verzweigung dieses Stammes in westpreuss. u. westfäl. adeligen u. bürgerl. Familien; als Ms. f. d. Familie gedr., Braunsberg 1885 Digitalisat

Jako wydawca
- Geschichte der philosophischen und theologischen Studien in Ermland. Festschrift des Königl. Lyceum Hosianum zu Braunsberg zu seiner fünfzigjährigen Jubelfeier, sowie zur Erinnerung an das vierhundertjährige Bestehen der Hosianischen Anstalten überhaupt, Braunsberg 1868 (books.google.com).
- Ermländischer Hauskalender